# Pěvecký spolek Libuše
Pěvecký spolek Libuše v Kuklenách byl spolek, který sdružoval všechny ženy z Kuklen a přilehlých obcí, jež měly zájem o pěvecké umění. Fungoval v letech 1891–1945.

## Historie
Na návrh sbormistra pěvecké jednoty Vlastimil učitele Jindřicha Jelínka se sešlo v Kuklenách 11. října 1891 několik dam, které se usnesly založit v Kuklenách ženský pěvecký spolek Libuše. Protektorem byl zvolen zdejší farář František Rychlík, jehož nástupcem se roku 1902 stal továrník Ludvík Nejedlý. Stanovy ale nebyly tehdejším místodržitelstvím schváleny a utvoření spolku bylo zakázáno. Místodržitelství schválilo až druhé opravené stanovy. 10. března 1892 bylo utvoření spolku povoleno a spolek se definitivně ustavil na valné hromadě 13. března 1892 za přítomnosti 39 dam. Za starostku byla zvolena Rosa Weidnerová, sbormistrem Jindřich Jelínek, jednatelkou Marie Pacáková, zapisovatelkou Aloisie Horáčková, pokladní M. Šobová a účetní Anna Balcarová. Spolek vykazoval 7 členek zakládajících, 32 přispívajících a 25 činných.
Poprvé Libuše veřejně vystoupila společně s Vlastimilem při akademii 27. března 1892. V červnu téhož roku se zúčastnila s Vlastimilem velké matiční slavnosti v Hradci Králové. V říjnu byl za valné účasti konán dýchánek. 29. ledna a 25. března následujícího roku byl pořádán ve spolku s Vlastimilem Národní večer a v květnu se již Libuše odvažuje na divadelní prkna se Záhorského operetou Kachničky čili Ústav paní Blažkové. Tato opereta byla věnována skladatelem spolku Libuši a autor byl přítomen premiéře. Pro značný náklad bylo nutno zvýšit obvyklé ceny míst a čistý výtěžek 40 zl. byl věnován bratrskému spolku Vlastimil na fond pro pořízení praporu.
Spolek se stal členem První pěvecké župy a každoročně větším počtem členek se účastnil veřejných župních výstupů. Libuše tak rozkvetla do krásy, a to jen díky prvnímu sbormistrovi Jelínkovi, který ji plných 19 let řídil. Neopomeňme však též organizační schopnosti předsedkyně spolku Betty Čejkové, jež ho úspěšně provedla přelomem 19. a 20. století. Úspěch Kachniček dal velký prostor v činnosti operetám (1897 Na samotě, 1906 Česká národní svatba a Poklad, 1908 Vzpoura v ústavě, 1912 V kuchařské škole, Večerní námluvy a V saloně modistky, 1914 Svatba při lucernách, 1919 Z českých mlýnů, 1920 Vzpoura v dívčím ústavě, 1923 Amorův žert), ale konaly se i věnečky, plesy, výlety, koncerty a samozřejmá byla spolupráce s ostatními spolky při různých slavnostech. Roku 1901 se tak Libuše účastnila odhalení pamětní desky Františku Škroupovi v Osicích, o 2 roky později odhalení Smetanova pomníku v Hořicích, roku 1910 odhalení Dvořákova pomníku tamtéž a v roce 1914 odhalení pomníku M. Janu Husovi také v Hořicích. V prvním desetiletí byl pěstován též zpěv církevní, a tudíž se spolek účastnil řady církevních slavností i obřadů.
V roce 1910 bylo započato s vařením polévek pro chudou školní mládež. Členky podnikaly každoroční sbírky u místního obyvatelstva a jejich výtěžek financoval vaření, jehož se obětavě ujaly. A tak tomu bylo až do roku 1918, přičemž ročně se uvařilo až 5 000 porcí polévek.
Přišla však 1. světová válka a do činnosti spolku vnesla velké problémy. Učitel Jebavý, který nastoupil roku 1910 po sbormistrovi Jelínkovi, byl povolán na frontu, a tak byla veškerá pěvecká činnost zastavena. Záhy však byly členky spolku zburcovány k jiné činnosti, a to samaritské. Z nařízení okresního hejtmanství měla být v Kuklenách zřízena válečná nemocnice a tento úkol přenesla obec na Libuši. Již roku 1914 byla podniknuta sbírka ve prospěch mobilizovaných, která vynesla 360,32 K a sbírka pro Červený kříž 494 K. Následně byl v místnostech pokračovací školy zřízen lazaret o 40 lůžkách. K vaření se přihlásilo 15 dam a k ošetřování nemocných 5 členek. Lazaret v Kuklenách však nakonec otevřen nebyl.
Po převratu se dal spolek opět s chutí do práce a sbormistr Pochyba již 14. prosince 1918 pořádal akademii. Činnost se rok od roku stupňovala, jakoby členky chtěly dohonit ztracený válečný čas. V roce 1924 měla Libuše již 110 členů. Od roku 1922 byl sbormistrem katecheta V. Navrátil. Za zmínku však stojí i 15leté působení jednatelky Pavly Horáčkové a činnost nástupkyň Rosy Weidnerové – Boženy Nejedlé, B. Šobové a B. Poznerové. Významnou událostí bylo spolupořádání 37. sjezdu První České pěvecké a hudební župy v Kuklenách na sokolské zahradě (spolu s pěveckou jednotou Vlastimil).
Velmi činorodým životem se spolek vyznačoval také za německé okupace, kdy stále více spolupracoval s pěveckou jednotou Vlastimil, což vyvrcholilo 21. května 1945, kdy došlo ke sloučení obou kuklenských pěveckých těles, Vlastimila i Libuše.